# أيغويلي دو تاور
أيغويلي دو تاور (بالإنجليزية: Aiguille du Tour)‏ هو أحد جبال سلسلة كتلة مونت بلاك وجزء من القمة الأم يقع في كانتون فاليز، سويسرا. يبلغ ارتفاع الجبل حوالي 3540 متر، بينما يبلغ ارتفاع نتوء الجبل 259 متر، وقد سجل أول وصول لقمة الجبل عام 1926.